# Domaine de Villarceaux

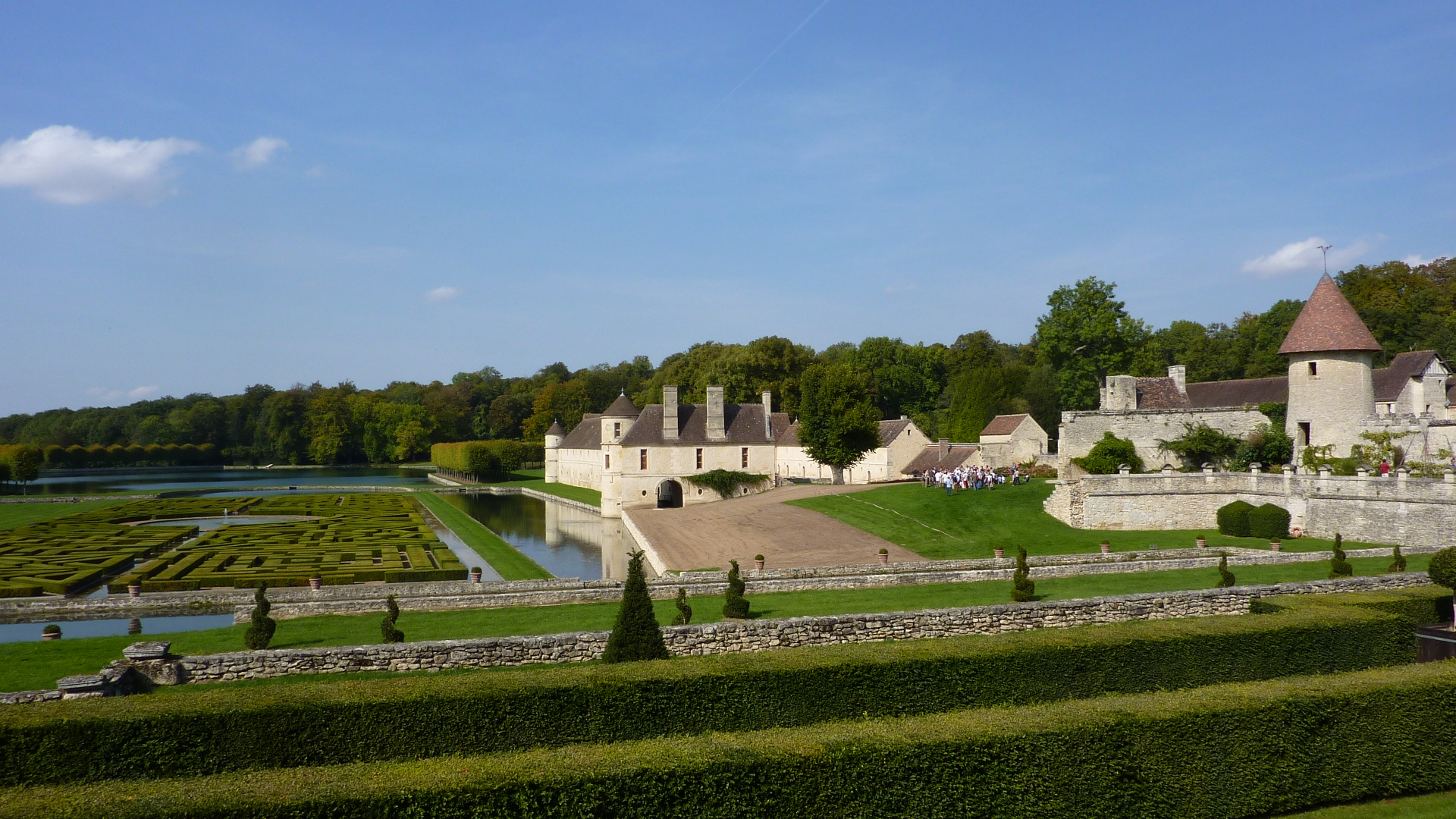
Park, Renaissanceschloss und mittelalterliches Schloss der Domäne Villarceaux

Domaine de Villarceaux ist ein Ensemble von drei Schlössern und einer Golfanlage im Vexin im Norden Frankreichs. Zur Domäne gehören 800 Hektar Park-, Wald- und Wiesengelände.

## Ort
Die Anlage liegt bei der Gemeinde Chaussy im regionalen Naturpark Vexin rund 65 Straßenkilometer nordwestlich von Paris.

## Anlage
Die Burg aus dem 15. Jahrhundert war ursprünglich eine geschlossene quadratische Anlage mit Türmen. Sie umgab einen Innenhof. Erhalten sind der Turm Saint-Nicolas und einige Gebäudeteile. Im Inneren des Turms befindet sich eine Quelle. Sie ermöglichte den Bewohnern, Belagerungen lange zu widerstehen. Auf der Terrasse ist ein medizinischer Garten im mittelalterlichen Stil angelegt.
Im 16. Jahrhundert entstand etwas unterhalb der Burg der dreiflügelige Renaissancebau. Er diente sowohl der Landwirtschaft als auch der Repräsentation und dem Vergnügen. Dem Geschmack der Epoche entsprechend, wurden die Teichanlagen und Gärten im heiteren italienischen Stil gestaltet. Der in die Teichanlage eingefügte, sich kaum über die Wasserfläche erhebende Jardin sur l’eau ist eines der wenigen Beispiele einer noch erhaltenen Anlage dieser Art.
Im 18. Jahrhundert schien dem neuen Besitzer des Anwesens, Jean-Charles Baptiste du Tillet, Marquis de la Bussière, das Schloss nicht mehr angemessen für seine repräsentativen Bedürfnisse. Er wünschte ein Schloss in dominierender, erhöhter Position, das ihm einen Überblick über seine weiten Ländereien bot. So ließ er vom Architekten Jean-Baptiste Courtonne das Château du Haut auf dem Hügel oberhalb der Teiche errichten. Die Hauptfassade und den Eingang ließ er an der oberen Seite anlegen. Ein eingezäunter, von hohen Bäumen gesäumter Ehrenhof diente als Zufahrt für die adligen Gäste. Der freie Platz unmittelbar vor dem Eingang gestattete ihnen, ihre Kutschen dort wenden zu lassen und direkt vor dem Schloss auszusteigen. Etwas seitlich schließt sich an den Ehrenhof eine Orangerie an.
Nach unten ließ der Besitzer eine breite terrassierte Wiese anlegen. Sie dient als Zugang zu den Teichen und Parks und als Sichtachse. Zwei im Zickzack verlaufende Fahrwege ersparten den Damen und Herrschaften die Mühe, zu Fuß vom Teich zum Schloss hochgehen zu müssen. In Anlehnung an die breiten Reifröcke, die die Damen jener Zeit trugen, wurde und wird die Wiese Vertugadin genannt.
Heute trägt die Gesamtanlage die Auszeichnung Jardin remarquable.

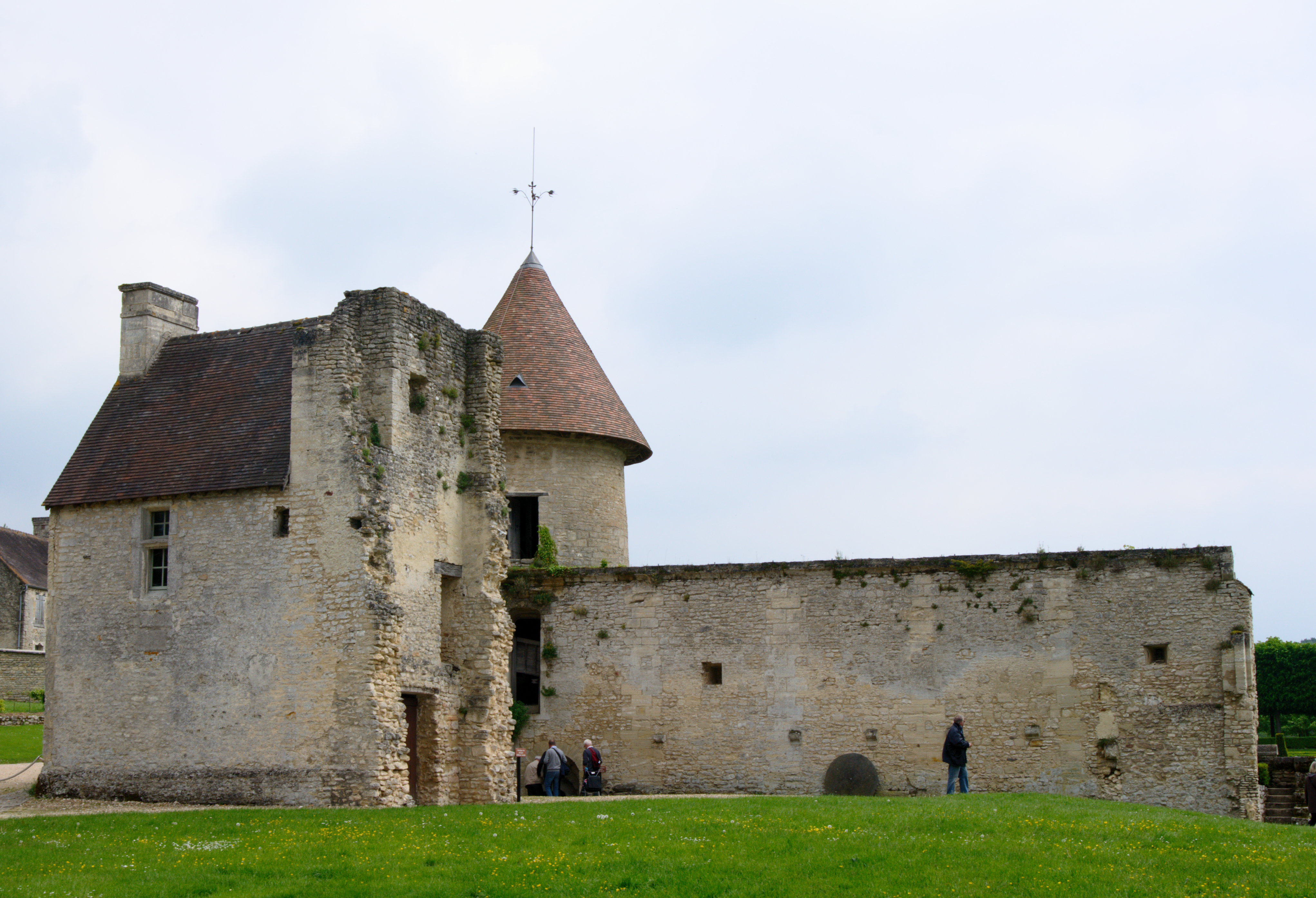
Reste der mittelalterlichen Anlage
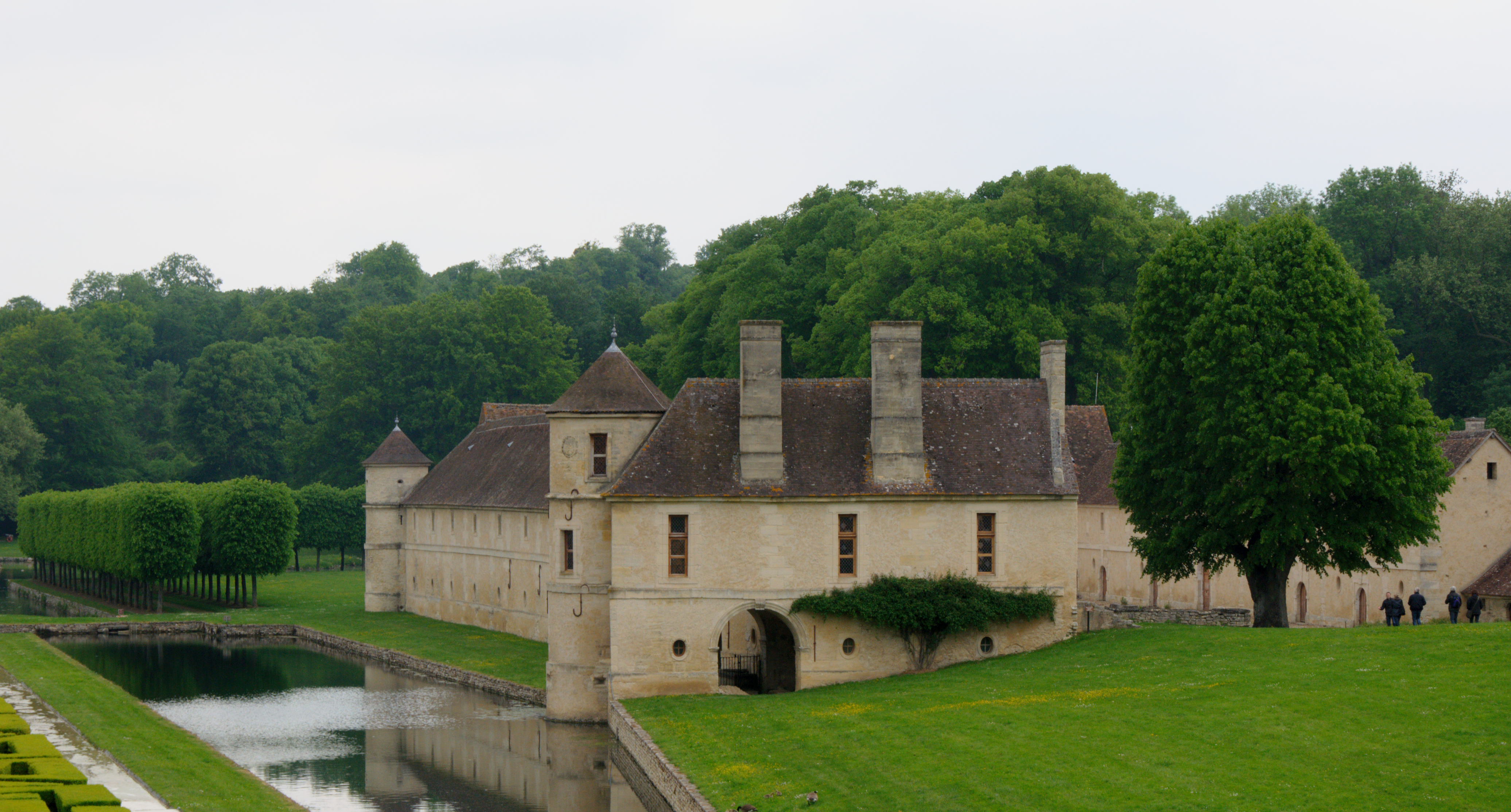
Renaissance-Schloss
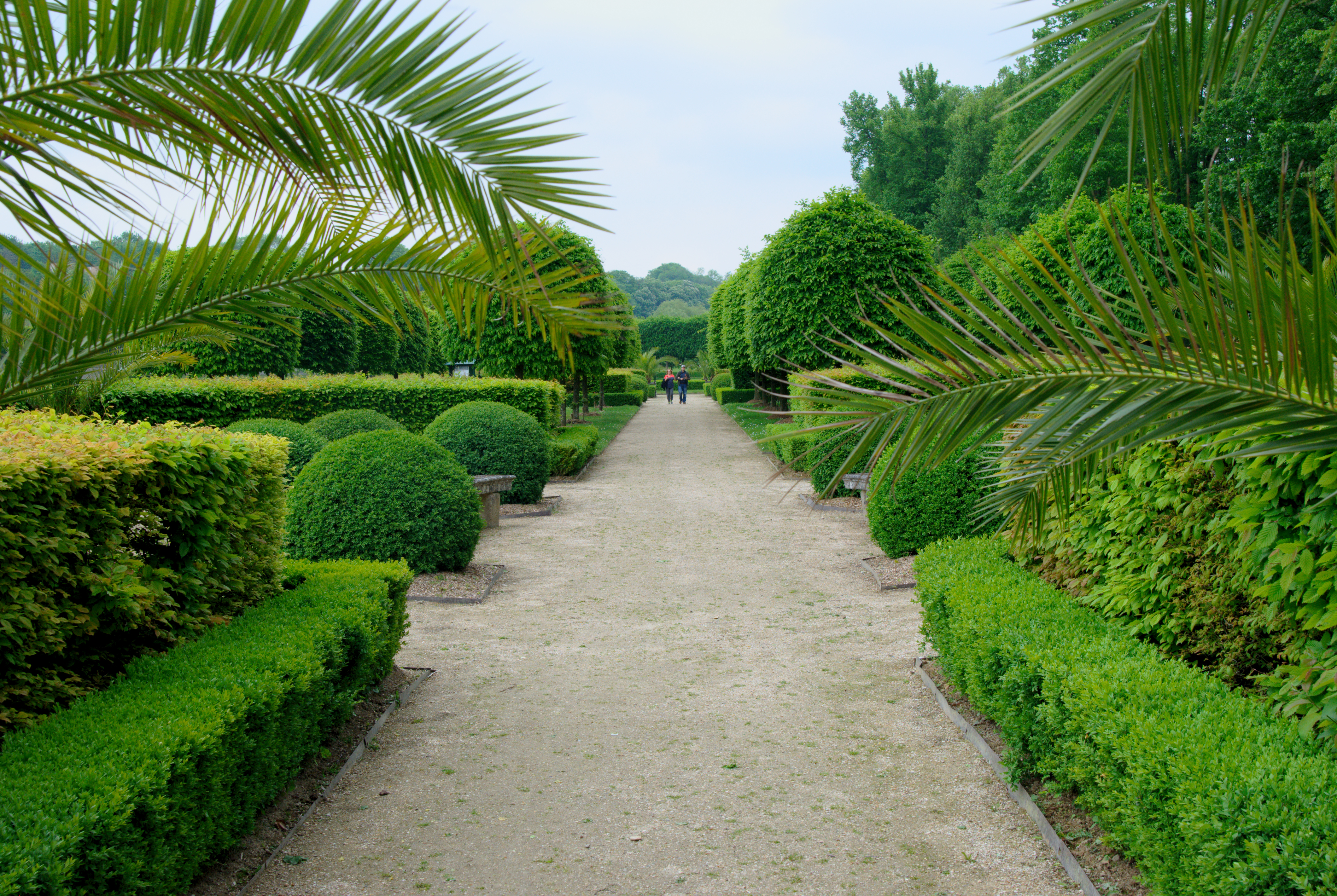
Garten im italienischen Stil
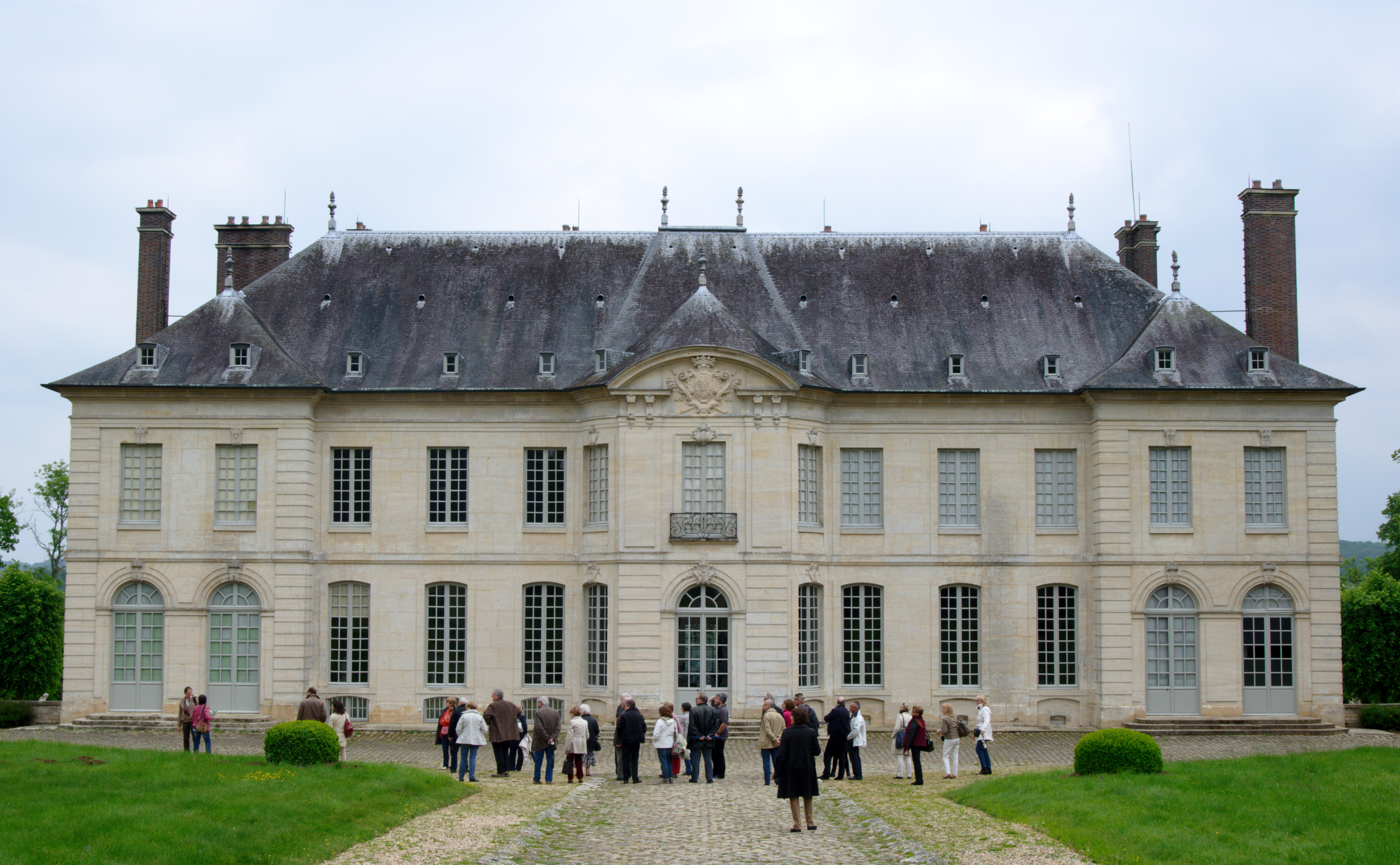
Haut Château
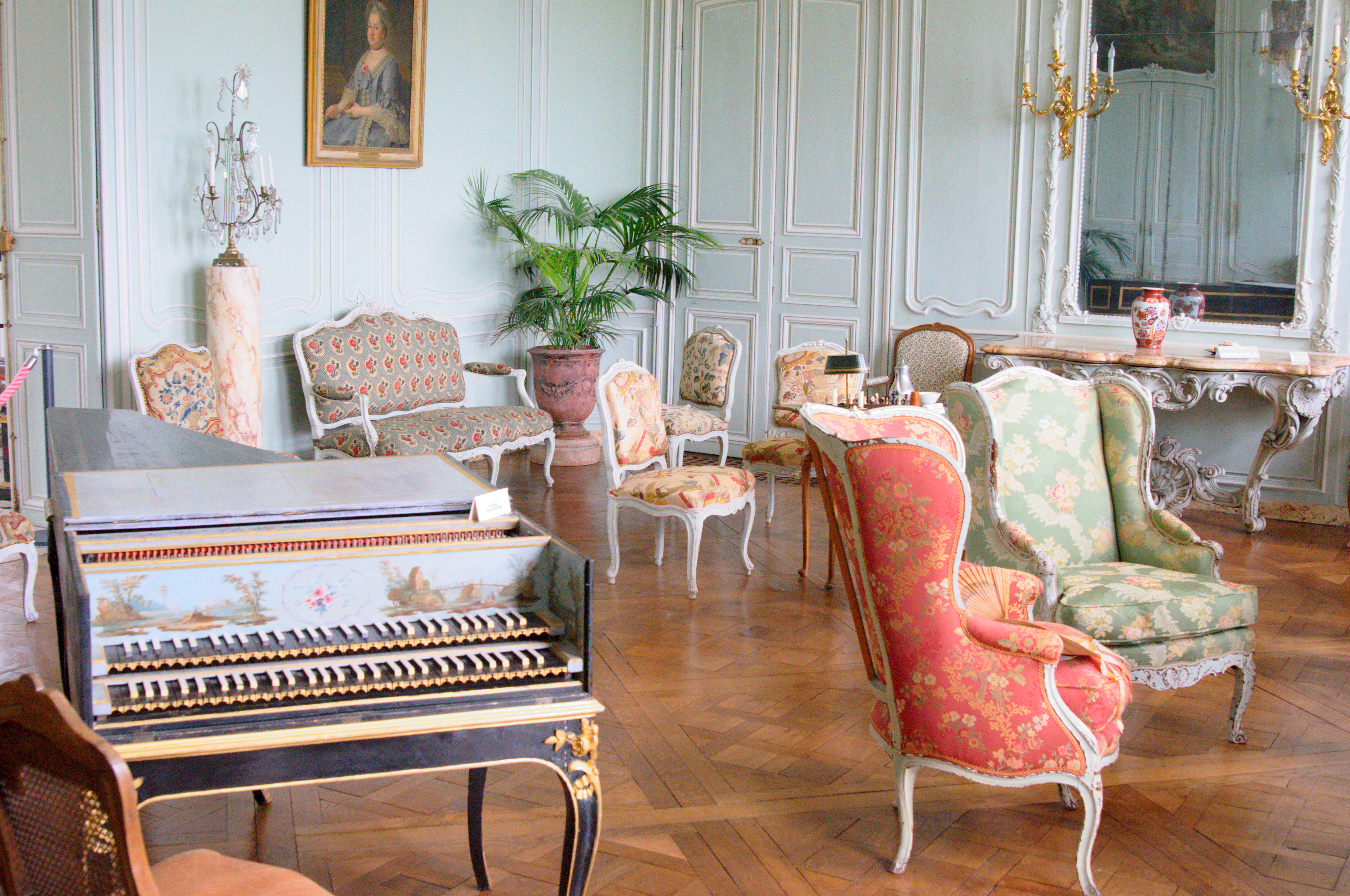
Haut Château, Innenraum
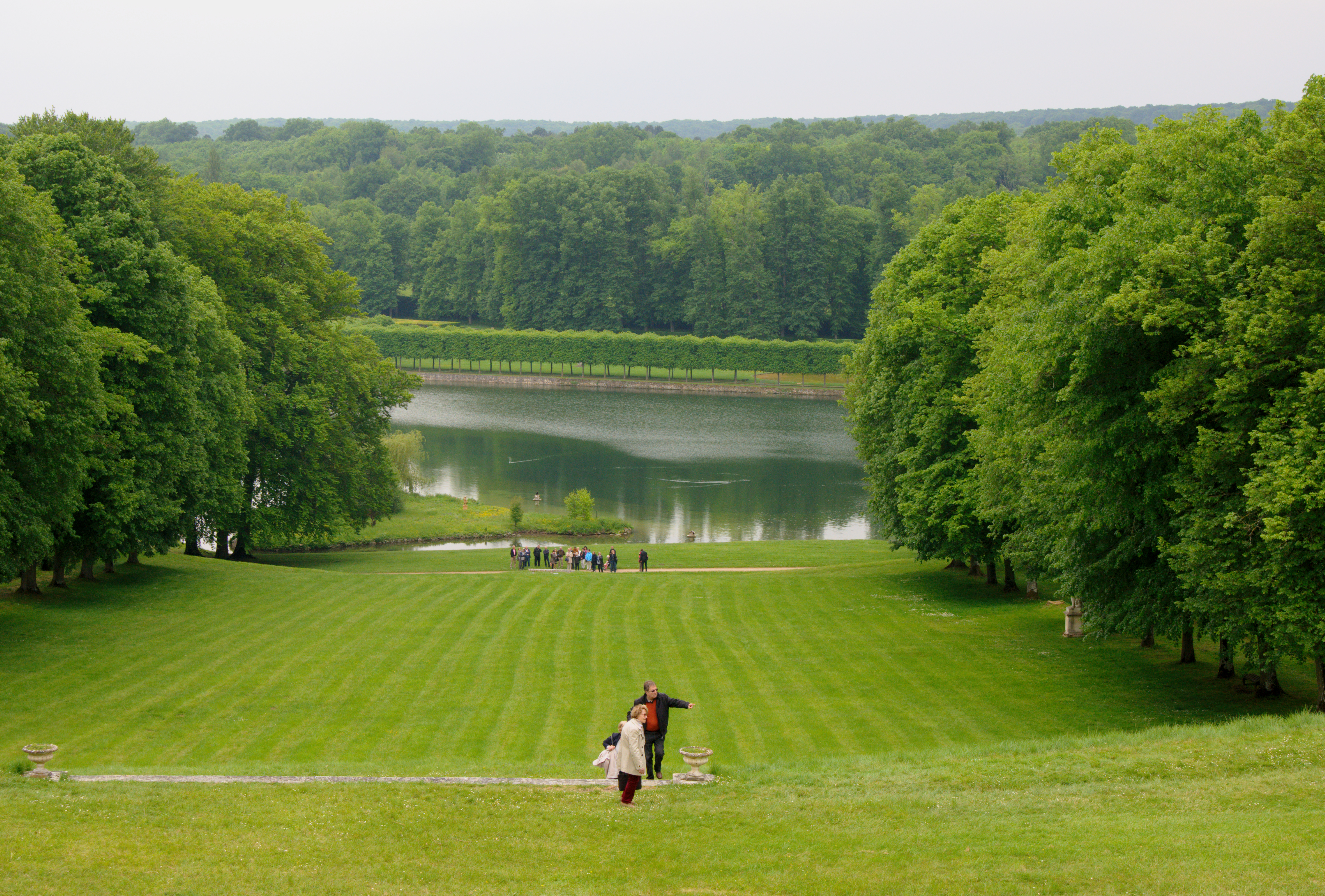
Vertugadin

## Geschichte
Vermutlich wurde am Ort im 11. oder 12. Jahrhundert eine kleine Burg aus Holz errichtet. In der Nähe ließ Ludwig VII. ein Benediktinerinnen-Kloster errichten.
Im Hundertjährigen Krieg wurde die Burg Teil der französischen Verteidigungslinie gegen England. So wurde sie im 15. Jahrhundert aus Stein neu erbaut und befestigt.
Im 17. Jahrhundert wuchs das Anwesen zu einem großen Landgut und gleichzeitig zu einer Vergnügungsresidenz. Die Burggräben wurden zu Teichen mit Wasserspielen umgebaut; mehrere Quellen speisten die Bassins. Louis de Mornay, Marquis de Villarceaux, unterhielt im Schloss seine Liebschaft mit Ninon de Lenclos.
Im 18. Jahrhundert erbte Charles-Jean-Baptiste du Tillet, Marquis de la Bussière, Neffe des Marquis de Villarceaux, den Besitz und die Gärten dem Zeitgeschmack entsprechend erneuert.  Er ließ alte Anlagen im Tal niederreißen und das Château du Haut auf dem Hügel oberhalb errichten. Im 19. Jahrhundert waren nur noch einige Elemente des unteren Schlosses erhalten. Die Mühle, der Gemüsegarten und die Teiche waren zerstört.
Mitte des zwanzigsten Jahrhunderts wurde die Domäne als Monument historique klassifiziert. Ab 1989 setzte sich der Regionalrat der Île-de-France für die Restaurierung der Domäne und den Zugang für die Öffentlichkeit ein. Man schloss einen Erbpachtvertrag über 99 Jahre mit der Stiftung Charles Léopold Mayer. Im Laufe der 1990er Jahre empfing der Domäne die ersten Besucher. Die Agence régionale des espaces verts ließ einen großen Teil der Gärten restaurieren. 2004 wurde der Park die Auszeichnung als Jardin remarquable ausgezeichnet. Bis Ende 2007 wurden 55.000 Besucher gezählt.